# Ilhas Virgens Americanas nos Jogos Pan-Americanos de 1999
As Ilhas Virgens Americanas competiu nos Jogos Pan-Americanos de 1999, em Winnipeg, no Canadá.